# 1. Fußball-Club Nürnberg Verein für Leibesübungen 2013-2014
Questa voce raccoglie le informazioni riguardanti lo  1. Fußball-Club Nürnberg Verein für Leibesübungen  nelle competizioni ufficiali della stagione calcistica 2013-2014.

## Stagione
Nella stagione 2013-2014 il Norimberga, allenato da Roger Prinzen, concluse il campionato di Bundesliga al 17º posto e retrocesse in 2. Bundesliga. In coppa di Germania il Norimberga fu eliminato al primo turno dal Sandhausen.

## Rosa
| N. |                        | Ruolo | Calciatore          |
| -- | ---------------------- | ----- | ------------------- |
| 22 | Rep. Ceca (bandiera)   | P     | Patrick Rakovsky    |
| 1  | Germania (bandiera)    | P     | Raphael Schäfer     |
| 30 | Germania (bandiera)    | P     | Alexander Stephan   |
| 32 | Germania (bandiera)    | P     | Benjamin Uphoff     |
| 6  | Svizzera (bandiera)    | D     | Martin Angha        |
| 38 | Thailandia (bandiera)  | D     | Manuel Bihr         |
| 26 | Stati Uniti (bandiera) | D     | Timothy Chandler    |
| 24 | Germania (bandiera)    | D     | Berkay Dabanlı      |
| 23 | Rep. Ceca (bandiera)   | D     | Adam Hloušek        |
| 4  | Brasile (bandiera)     | D     | Marcos António      |
| 3  | Svezia (bandiera)      | D     | Per Nilsson         |
| 33 | Germania (bandiera)    | D     | Tobias Pachonik     |
| 31 | Rep. Ceca (bandiera)   | D     | Ondřej Petrák       |
| 25 | Argentina (bandiera)   | D     | Javier Pinola       |
| 21 | Germania (bandiera)    | D     | Marvin Plattenhardt |
| 2  | Austria (bandiera)     | D     | Emanuel Pogatetz    |

| N. |                       | Ruolo | Calciatore        |
| -- | --------------------- | ----- | ----------------- |
| 16 | Germania (bandiera)   | D     | Niklas Stark      |
| 5  | Germania (bandiera)   | C     | Hanno Balitsch    |
| 20 | Spagna (bandiera)     | C     | José Campaña      |
| 7  | Germania (bandiera)   | C     | Markus Feulner    |
| 17 | Germania (bandiera)   | C     | Mike Frantz       |
| 34 | Germania (bandiera)   | C     | Sebastian Gärtner |
| 10 | Germania (bandiera)   | C     | Timo Gebhart      |
| 15 | Giappone (bandiera)   | C     | Makoto Hasebe     |
| 13 | Giappone (bandiera)   | C     | Hiroshi Kiyotake  |
| 36 | Germania (bandiera)   | C     | Sinan Tekerci     |
| 40 | Croazia (bandiera)    | A     | Antonio Čolak     |
| 18 | Svizzera (bandiera)   | A     | Josip Drmić       |
| 11 | Germania (bandiera)   | A     | Daniel Ginczek    |
| 14 | Slovacchia (bandiera) | A     | Róbert Mak        |
| 9  | Rep. Ceca (bandiera)  | A     | Tomáš Pekhart     |
| 8  | Polonia (bandiera)    | A     | Mariusz Stępiński |

## Organigramma societario
Area tecnica
- Allenatore: Roger Prinzen
- Allenatore in seconda: Marek Mintál
- Preparatore dei portieri: Adam Matysek
- Preparatori atletici: Günter Jonczyk

## Risultati

### Bundesliga

#### Girone di andata
| Arbitro: | Kinhöfer |

|                         |           |                        |
| Abraham 34’ Modeste 51’ | Marcatori | 54’ Frantz 57’ Ginczek |

| Arbitro: | Winkmann |

|                        |           |                              |
| Drmić 40’ Kiyotake 89’ | Marcatori | 61’ Allagui 78’ (rig.) Ronny |

| Arbitro: | Dingert |

|                       |           |  |
| Ribéry 69’ Robben 78’ | Marcatori |  |

| Arbitro: | Weiner |

|  |           |          |
|  | Marcatori | 84’ Vogt |

| Arbitro: | Fritz |

|                  |           |             |
| Elabdellaoui 70’ | Marcatori | 28’ Hloušek |

| Arbitro: | Kircher |

|             |           |               |
| Nilsson 51’ | Marcatori | 37’ Schmelzer |

| Arbitro: | Stieler |

|                                 |           |                                    |
| Dabanlı 8’ (aut.) Elia 34’, 66’ | Marcatori | 44’ Kiyotake 53’ Drmić 70’ Hloušek |

| Arbitro: | Schmidt |

|  |           |                                                    |
|  | Marcatori | 17’ van der Vaart 59’, 63’, 67’ Lasogga 74’ Arslan |

| Arbitro: | Dingert |

|            |           |           |
| Kadlec 50’ | Marcatori | 86’ Drmić |

| Arbitro: | Winkmann |

|                    |           |          |
| Ibišević 3’ (rig.) | Marcatori | 6’ Drmić |

| Arbitro: | Gräfe |

|  |           |                                  |
|  | Marcatori | 57’ Klaus 79’ Darida 88’ Mehmedi |

| Arbitro: | Dingert |

|                                          |           |           |
| Arango 72’ Stark 75’ (aut.) Herrmann 87’ | Marcatori | 21’ Drmić |

| Arbitro: | Welz |

|             |           |            |
| Ginczek 72’ | Marcatori | 39’ Arnold |

| Arbitro: | Drees |

|                           |           |  |
| Son 36’, 76’ Kießling 47’ | Marcatori |  |

| Arbitro: | Gräfe |

|            |           |             |
| Nilsson 5’ | Marcatori | 75’ Okazaki |

| Arbitro: | Kinhöfer |

|                                |           |                                   |
| Bittencourt 60’ Diouf 87’, 90’ | Marcatori | 30’ Hloušek 38’ Drmić 41’ Nilsson |

| Norimberga 21 dicembre 2013, ore 18:30 CET 17ª giornata | Norimberga | 0 – 0 referto | Schalke 04 | Grundig Stadion (42 687 spett.)\| Arbitro: \| Meyer \| |
| Arbitro:                                                | Meyer      |               |            |                                                        |

#### Girone di ritorno
| Arbitro: | Kircher |

|                                         |           |  |
| Chandler 24’ Drmić 41’, 70’ Ginczek 48’ | Marcatori |  |

| Arbitro: | Weiner |

|          |           |                                   |
| Ramos 4’ | Marcatori | 20’ Feulner 68’, 90’ (rig.) Drmić |

| Arbitro: | Welz |

|  |           |                        |
|  | Marcatori | 18’ Mandžukić 49’ Lahm |

| Arbitro: | Brych |

|  |           |           |
|  | Marcatori | 65’ Drmić |

| Arbitro: | Siebert |

|                          |           |             |
| Kiyotake 46’ Pekhart 47’ | Marcatori | 34’ Kumbela |

| Arbitro: | Dingert |

|                                            |           |  |
| Hummels 51’ Lewandowski 64’ Mxit'aryan 83’ | Marcatori |  |

| Arbitro: | Gräfe |

|  |           |                            |
|  | Marcatori | 40’ Di Santo 68’ Bargfrede |

| Arbitro: | Fritz |

|                                  |           |           |
| Çalhanoğlu 80’ Frantz 86’ (aut.) | Marcatori | 90’ Drmić |

| Arbitro: | Kircher |

|                       |           |                                                     |
| Drmić 64’ Campaña 72’ | Marcatori | 21’ Barnetta 49’, 88’ Joselu 53’ Madlung 90’ Kadlec |

| Arbitro: | Welz |

|                |           |  |
| Drmić 43’, 54’ | Marcatori |  |

| Arbitro: | Drees |

|                                        |           |                              |
| Krmaš 23’ Mehmedi 53’ (rig.) Klaus 65’ | Marcatori | 6’ Pogatetz 45’ (rig.) Drmić |

| Arbitro: | Stieler |

|  |           |                             |
|  | Marcatori | 17’ Arango 79’ (rig.) Kruse |

| Arbitro: | Dankert |

|                                       |           |            |
| Olić 19’ Perišić 22’, 82’ Malanda 69’ | Marcatori | 8’ Feulner |

| Arbitro: | Fritz |

|                  |           |                                          |
| Plattenhardt 26’ | Marcatori | 16’, 80’ Spahić 48’ Boenisch 87’ Hilbert |

| Arbitro: | Kircher |

|                        |           |  |
| Okazaki 30’ Moritz 44’ | Marcatori |  |

| Arbitro: | Gräfe |

|  |           |                            |
|  | Marcatori | 5’ Huszti 51’ Schmiedebach |

| Arbitro: | Zwayer |

|                                               |           |           |
| Matip 6’ Neustädter 45’ Draxler 75’ Obasi 90’ | Marcatori | 90’ Drmić |

### Coppa di Germania
| Arbitro: | Grudzinski |

|                                 |                      |                                                |
| Schauerte 58’ (rig.)            | Marcatori            | 27’ Ginczek                                    |
| Schauerte Löning Achenbach Blum | Tiri di rigore 4 – 3 | Kiyotake Balitsch Ginczek Nilsson Plattenhardt |

## Statistiche

### Statistiche di squadra
| Competizione      | Punti | In casa | In casa | In casa | In casa | In casa | In casa | In trasferta | In trasferta | In trasferta | In trasferta | In trasferta | In trasferta | Totale | Totale | Totale | Totale | Totale | Totale | DR  |
| Competizione      | Punti | G       | V       | N       | P       | Gf      | Gs      | G            | V            | N            | P            | Gf           | Gs           | G      | V      | N      | P      | Gf     | Gs     | DR  |
| ----------------- | ----- | ------- | ------- | ------- | ------- | ------- | ------- | ------------ | ------------ | ------------ | ------------ | ------------ | ------------ | ------ | ------ | ------ | ------ | ------ | ------ | --- |
| Bundesliga        | 26    | 17      | 3       | 5       | 9       | 16      | 32      | 17           | 2            | 6            | 9            | 21           | 38           | 34     | 5      | 11     | 18     | 37     | 70     | -33 |
| Coppa di Germania | -     | 0       | 0       | 0       | 0       | 0       | 0       | 1            | 0            | 1            | 0            | 1            | 1            | 1      | 0      | 1      | 0      | 1      | 1      | 0   |
| Totale            | -     | 17      | 3       | 5       | 9       | 16      | 32      | 18           | 2            | 7            | 9            | 22           | 39           | 35     | 5      | 12     | 18     | 38     | 71     | -33 |

### Andamento in campionato
| Giornata  | 1  | 2  | 3  | 4  | 5  | 6  | 7  | 8  | 9  | 10 | 11 | 12 | 13 | 14 | 15 | 16 | 17 | 18 | 19 | 20 | 21 | 22 | 23 | 24 | 25 | 26 | 27 | 28 | 29 | 30 | 31 | 32 | 33 | 34 |
| --------- | -- | -- | -- | -- | -- | -- | -- | -- | -- | -- | -- | -- | -- | -- | -- | -- | -- | -- | -- | -- | -- | -- | -- | -- | -- | -- | -- | -- | -- | -- | -- | -- | -- | -- |
| Luogo     | T  | C  | T  | C  | T  | C  | T  | C  | T  | T  | C  | T  | C  | T  | C  | T  | C  | C  | T  | C  | T  | C  | T  | C  | T  | C  | C  | T  | C  | T  | C  | T  | C  | T  |
| Risultato | N  | N  | P  | P  | N  | N  | N  | P  | N  | N  | P  | P  | N  | P  | N  | N  | N  | V  | V  | P  | V  | V  | P  | P  | P  | P  | V  | P  | P  | P  | P  | P  | P  | P  |
| Posizione | 10 | 11 | 13 | 17 | 16 | 15 | 15 | 16 | 16 | 16 | 17 | 18 | 17 | 17 | 17 | 17 | 17 | 17 | 15 | 16 | 14 | 12 | 14 | 14 | 15 | 17 | 14 | 15 | 17 | 17 | 17 | 17 | 17 | 17 |

Legenda:

Luogo: C = Casa; T = Trasferta. Risultato: V = Vittoria; N = Pareggio; P = Sconfitta.

### Statistiche dei giocatori
| Giocatore       | Bundesliga | Bundesliga | Bundesliga  | Bundesliga | Coppa di Germania | Coppa di Germania | Coppa di Germania | Coppa di Germania | Totale   | Totale | Totale      | Totale     |
| Giocatore       | Presenze   | Reti       | Ammonizioni | Espulsioni | Presenze          | Reti              | Ammonizioni       | Espulsioni        | Presenze | Reti   | Ammonizioni | Espulsioni |
| --------------- | ---------- | ---------- | ----------- | ---------- | ----------------- | ----------------- | ----------------- | ----------------- | -------- | ------ | ----------- | ---------- |
| P. Rakovsky     | 2          | 0          | 0           | 0          | -                 | -                 | -                 | -                 | 2        | 0      | 0           | 0          |
| R. Schäfer      | 33         | 0          | 2           | 0          | 1                 | 0                 | 0                 | 0                 | 34       | 0      | 2           | 0          |
| A. Stephan      | -          | -          | -           | -          | -                 | -                 | -                 | -                 | -        | -      | -           | -          |
| B. Uphoff       | -          | -          | -           | -          | -                 | -                 | -                 | -                 | -        | -      | -           | -          |
| M. Angha        | 14         | 0          | 4           | 0          | -                 | -                 | -                 | -                 | 14       | 0      | 4           | 0          |
| M. Bihr         | -          | -          | -           | -          | -                 | -                 | -                 | -                 | -        | -      | -           | -          |
| T. Chandler     | 21         | 1          | 5           | 0          | 1                 | 0                 | 1                 | 0                 | 22       | 1      | 6           | 0          |
| B. Dabanlı      | 5          | 0          | 1           | 0          | -                 | -                 | -                 | -                 | 5        | 0      | 1           | 0          |
| A. Hloušek      | 28         | 3          | 5           | 0          | -                 | -                 | -                 | -                 | 28       | 3      | 5           | 0          |
| M. António      | -          | -          | -           | -          | -                 | -                 | -                 | -                 | -        | -      | -           | -          |
| P. Nilsson      | 20         | 3          | 3           | 1          | 1                 | 0                 | 0                 | 0                 | 21       | 3      | 3           | 1          |
| T. Pachonik     | 2          | 0          | 1           | 0          | -                 | -                 | -                 | -                 | 2        | 0      | 1           | 0          |
| O. Petrák       | 11         | 0          | 1           | 0          | -                 | -                 | -                 | -                 | 11       | 0      | 1           | 0          |
| J. Pinola       | 20         | 0          | 5           | 2          | 1                 | 0                 | 0                 | 0                 | 21       | 0      | 5           | 2          |
| M. Plattenhardt | 31         | 1          | 5           | 0          | 1                 | 0                 | 0                 | 0                 | 32       | 1      | 5           | 0          |
| E. Pogatetz     | 23         | 1          | 6           | 1          | 1                 | 0                 | 1                 | 0                 | 24       | 1      | 7           | 1          |
| N. Stark        | 21         | 0          | 6           | 0          | -                 | -                 | -                 | -                 | 21       | 0      | 6           | 0          |
| H. Balitsch     | 14         | 0          | 1           | 0          | 1                 | 0                 | 0                 | 0                 | 15       | 0      | 1           | 0          |
| Campaña         | 10         | 1          | 3           | 0          | -                 | -                 | -                 | -                 | 10       | 1      | 3           | 0          |
| M. Feulner      | 25         | 2          | 5           | 0          | 1                 | 0                 | 0                 | 0                 | 26       | 2      | 5           | 0          |
| M. Frantz       | 31         | 1          | 5           | 0          | 1                 | 0                 | 0                 | 0                 | 32       | 1      | 5           | 0          |
| S. Gärtner      | -          | -          | -           | -          | -                 | -                 | -                 | -                 | -        | -      | -           | -          |
| T. Gebhart      | 6          | 0          | 1           | 0          | 1                 | 0                 | 1                 | 0                 | 7        | 0      | 2           | 0          |
| M. Hasebe       | 14         | 0          | 1           | 0          | -                 | -                 | -                 | -                 | 14       | 0      | 1           | 0          |
| H. Kiyotake     | 33         | 3          | 2           | 0          | 1                 | 0                 | 1                 | 0                 | 34       | 3      | 3           | 0          |
| S. Tekerci      | 1          | 0          | 1           | 0          | -                 | -                 | -                 | -                 | 1        | 0      | 1           | 0          |
| A. Čolak        | 6          | 0          | 1           | 0          | -                 | -                 | -                 | -                 | 6        | 0      | 1           | 0          |
| J. Drmić        | 33         | 17         | 2           | 0          | 1                 | 0                 | 0                 | 0                 | 34       | 17     | 2           | 0          |
| D. Ginczek      | 17         | 3          | 3           | 0          | 1                 | 1                 | 1                 | 0                 | 18       | 4      | 4           | 0          |
| R. Mak          | 19         | 0          | 1           | 0          | 1                 | 0                 | 0                 | 0                 | 20       | 0      | 1           | 0          |
| T. Pekhart      | 23         | 1          | 1           | 0          | -                 | -                 | -                 | -                 | 23       | 1      | 1           | 0          |
| M. Stępiński    | -          | -          | -           | -          | -                 | -                 | -                 | -                 | -        | -      | -           | -          |
| A. Esswein      | 5          | 0          | 0           | 0          | -                 | -                 | -                 | -                 | 5        | 0      | 0           | 0          |